# العلاقات التيمورية الشرقية الفلسطينية
العلاقات التيمورية الشرقية الفلسطينية هي العلاقات الثنائية التي تجمع بين تيمور الشرقية ودولة فلسطين.

## التاريخ

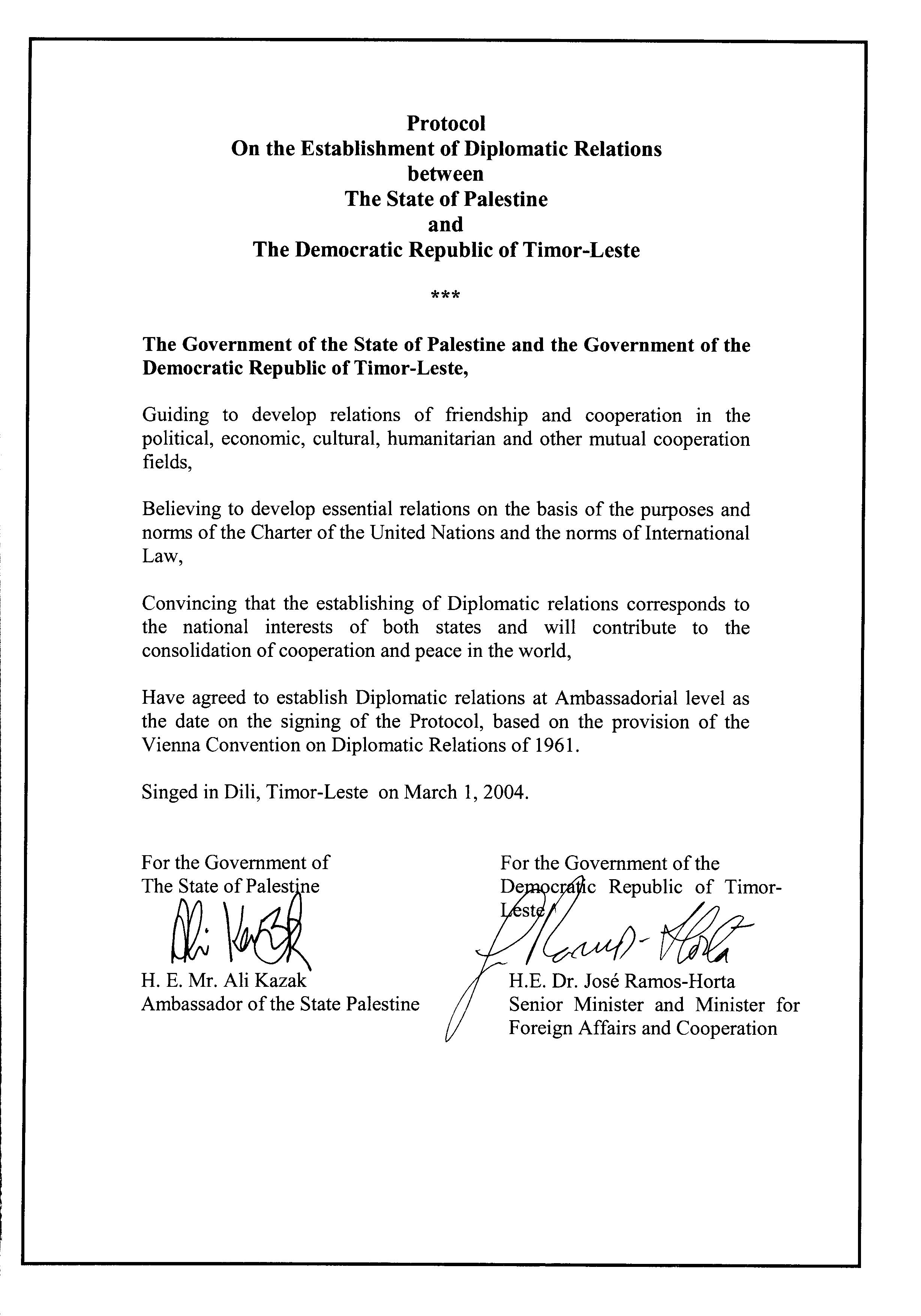
بروتوكول إقامة العلاقات الدبلوماسية

في 1 مارس 2004 أقامت تيمور الشرقية والأراضي الفلسطينية علاقات دبلوماسية. ووقع البروتوكول وزير خارجية تيمور الشرقية خوسيه راموس هورتا والمبعوث الفلسطيني علي القزق في ديلي عاصمة تيمور الشرقية. سلم القزق أوراق اعتماده كأول سفير فلسطيني لتيمور الشرقية إلى الرئيس شانانا غوسماو في اليوم التالي. 
في عام 2011 ، زار راموس هورتا ، رئيس تيمور الشرقية ، إسرائيل وكذلك الأراضي الفلسطينية وممثليهم.  وفي العام نفسه ، وافق البرلمان الوطني لتيمور الشرقية على دفع 1.5 مليون دولار أمريكي لليونسكو لتعويض انسحاب بعض البلدان من دعم المنظمة بعد أن قررت اليونسكو قبول الأراضي الفلسطينية كعضو.   بالإضافة إلى تيمور الشرقية ، تم اعتماد عزت عبد الهادي أيضًا سفيرًا غير مقيم لدى لنيوزيلندا وبابوا غينيا الجديدة وفانواتو . 
في عام 2013، وخلال اجتماع الجمعية العامة للأمم المتحدة  أعلن رئيس تيمور الشرقية ، تور ماتان رواك ، دعمه لحق شعبي فلسطين وإسرائيل في العيش جنبًا إلى جنب في سلام وكرامة وأمن ، ورحب باستئناف المحادثات المباشرة التي تهدف إلى إقامة دولتين ذات سيادة. 
لم يكن ممثل تيمور الشرقية حاضرًا في التصويت على القرار الصادر عن الجمعية العامة للأمم المتحدة  ES-10 / L.22  بشأن وضع مدينة القدس كعاصمة لإسرائيل. 